# أكيكو كيتامورا
أكيكو كيتامورا (باليابانية: 北村明子؛ بالكانا: きたむら あきこ) هي متزلجة فنية يابانية، ولدت في 23 نوفمبر 1988 في يوجي في اليابان.

## وصلات خارجية
- أكيكو كيتامورا على موقع الاتحاد الدولي للتزلج (الإنجليزية)